# Richard Williams (rugby à XV)
Pour les articles homonymes, voir Richard Williams et Williams.

a Compétitions nationales et continentales officielles uniquement.

b Matchs officiels uniquement.
Dernière mise à jour le 24 août 2012.
Richard Davies Garnons Williams, né le 15 juin 1856 à Llowes et mort le 27 septembre 1915 à Loos-en-Gohelle pendant la Première Guerre mondiale, est un joueur gallois de rugby à XV ayant occupé un poste d'avant en sélection nationale.

## Biographie
Richard Williams évolue en club avec le Newport RFC de 1880 à 1881. Il joue pour les universités d'Oxford et de Cambridge et pour RMC Sandhurst. Il dispute son premier et unique test match en équipe du pays de Galles le 19 février 1881 contre l'équipe d'Angleterre pour le premier match international du pays de Galles.
Il prend part à la Première Guerre mondiale, où il est incorporé au 12e bataillon des Royal Fusiliers. Il meurt le 27 septembre 1915 lors de la bataille de Loos.

## Statistiques en équipe nationale
- 1 sélection
- Sélection par année : 1 en 1881